# Кирпичный (Тимашёвский район)
Кирпи́чный —  полузаброшенный микрорайон который включает в себя СНТ Локомотив, СНТ Садовод, СНТ Садовод-1, СНТ Садовод-2, находится в Тимашёвском районе Краснодарского края России
Внутри микрорайона, находится база отдыха "В гостях у Сказки" и Баня "У старых ив"
Входит в состав Тимашёвского городского поселения.
Расположен на правом берегу реки Кирпили примерно в 6 км к северо-западу от Тимашёвска. Рядом с посёлком проходит автодорога Тимашёвск — Приморско-Ахтарск.

## Население
| 2002 | 2010 | 2014 | 2016 | 2018 | 2019 | 2020 |
| ---- | ---- | ---- | ---- | ---- | ---- | ---- |
| 93   | ↘78  | ↘76  | ↘75  | ↘74  | →74  | →74  |
| 2021 | 2023 |      |      |      |      |      |
| ↗123 | ↗124 |      |      |      |      |      |